# Людвиг фон Хорфлегове
Людвиг фон Хорфлегове (нем. Ludwig von Horflegowe) — рыцарь Тевтонского ордена, 2-й Маршал Тевтонского ордена в 1215 году . В книге "Тюрингские должностные лица Немецкого ордена в ранней орденской истории" (нем. Thüringische Amtsträger des Deutschen Ordens in der Frühzeit der Ordensgeschichte) Лютц Фенске отождествляет имя Horflegowe и Hörselgau и причисляет его к тюрингскому рыцарству.  Резиденция Маршала находилась в Акре.